# Adesmia tomentosa
Adesmia tomentosa là một loài thực vật có hoa trong họ Đậu. Loài này được Meyen miêu tả khoa học đầu tiên.